# Claude Neveu
Claude Neveu (Orleans, 9 de junio de 1931-La Ciotat, 1 de abril de 2007) fue un deportista y piloto de rallies francés que compitió en piragüismo en la modalidad de eslalon. Ganó seis medallas en el Campeonato Mundial de Piragüismo en Eslalon entre los años 1949 y 1955.
Es padre del piloto de rally raid Cyril Neveu, campeón del Rally Dakar en la categoría de motos, participando en las 2 primeras ediciones del Dakar.

## Palmarés internacional
| Campeonato Mundial | Campeonato Mundial | Campeonato Mundial | Campeonato Mundial |
| Año                | Lugar              | Medalla            | Competición        |
| ------------------ | ------------------ | ------------------ | ------------------ |
| 1949               | Ginebra (Suiza)    | Medalla de oro     | C2 por equipos     |
| 1949               | Ginebra (Suiza)    | Medalla de plata   | C2 individual      |
| 1951               | Steyr (Austria)    | Medalla de oro     | C2 individual      |
| 1951               | Steyr (Austria)    | Medalla de oro     | C2 por equipos     |
| 1953               | Merano (Italia)    | Medalla de oro     | C2 por equipos     |
| 1955               | Tacen (Yugoslavia) | Medalla de oro     | C2 individual      |

## Resultados

### Rally Dakar
| Año     | Clase  | Vehículo   | Posición "Coches" | Posición "General" | Etapas |
| ------- | ------ | ---------- | ----------------- | ------------------ | ------ |
| 1979    | Coches | Toyota     | 15.º              | 37.º               | -      |
| 1980    | Coches | Volkswagen | 20.º              | 20.º               | 3      |
| Fuente: |        |            |                   |                    |        |